# A Brit Virgin-szigetek az 1984. évi nyári olimpiai játékokon
A Brit Virgin-szigetek az egyesült államokbeli Los Angelesben megrendezett 1984. évi nyári olimpiai játékok egyik részt vevő nemzete volt. Az országot az olimpián 2 sportágban 9 sportoló képviselte, akik érmet nem szereztek. Brit Virgin-szigetek első alkalommal vett részt a nyári olimpiai játékokon.

## Atlétika
Férfi
| Versenyző                                            | Versenyszám     | Előfutam | Előfutam | Előfutam | Negyeddöntő | Negyeddöntő | Negyeddöntő | Elődöntő | Elődöntő | Elődöntő | Döntő   | Döntő    |
| Versenyző                                            | Versenyszám     | Idő      | Hely.    | Össz.    | Idő         | Hely.       | Össz.       | Idő      | Hely.    | Össz.    | Idő     | Helyezés |
| ---------------------------------------------------- | --------------- | -------- | -------- | -------- | ----------- | ----------- | ----------- | -------- | -------- | -------- | ------- | -------- |
| Guy Hill                                             | 100 m           | 11,11    | 6.       | 71.*     | kiesett     | kiesett     | kiesett     | kiesett  | kiesett  | kiesett  | kiesett | kiesett  |
| Lindel Hodge                                         | 200 m           | 22,28    | 5.       | 65.      | kiesett     | kiesett     | kiesett     | kiesett  | kiesett  | kiesett  | kiesett | kiesett  |
| Dean Greenaway                                       | 400 m           | 47,33    | 5.       | 48.      | kiesett     | kiesett     | kiesett     | kiesett  | kiesett  | kiesett  | kiesett | kiesett  |
| Jerry Molyneaux                                      | 800 m           | 1:53,23  | 5.       | 51.*     | kiesett     | kiesett     | kiesett     | kiesett  | kiesett  | kiesett  | kiesett | kiesett  |
| Guy Hill Jerry Molyneaux Dean Greenaway Lindel Hodge | 4 × 400 m váltó | 3:11,89  | 6.       | 21.      |             |             |             | kiesett  | kiesett  | kiesett  | kiesett | kiesett  |

* - egy másik versenyzővel azonos eredményt ért el

## Vitorlázás
Nyílt
| Versenyző                                  | Versenyszám    | Futam | Futam | Futam | Futam | Futam  | Futam | Futam  | Pontszám | Helyezés |
| Versenyző                                  | Versenyszám    | 1     | 2     | 3     | 4     | 5      | 6     | 7      | Pontszám | Helyezés |
| ------------------------------------------ | -------------- | ----- | ----- | ----- | ----- | ------ | ----- | ------ | -------- | -------- |
| Keith Barker Peter Barker                  | 470-es osztály | 28,0  | 31,0  | 30,0  | 28,0  | 23,0   | 30,0  | (35,0) | 170,0    | 25.      |
| Elvet Meyers Keith Thomas Robin Tattersall | Soling         | 23,0  | 26,0  | 26,0  | 24,0  | (27,0) | 22,0  | 25,0   | 146,0    | 21.      |